# Un insolito naufrago nell'inquieto mare d'oriente
Un insolito naufrago nell'inquieto mare d'oriente (Le cochon de Gaza) è un film del 2011 scritto e diretto da Sylvain Estibal.

## Trama
Jafaar è uno pescatore palestinese che pesca sardine e vive con la moglie lungo il muro della Striscia di Gaza. Dimenticato da Allah, incalzato dai creditori e avvilito da una vita sorvegliata da Israele e dai suoi militari, che 'bazzicano' la sua casa e controllano ogni suo respiro, Jafaar butta la rete in mare e una mattina pesca l'impensabile: un grosso maiale vietnamita. Considerato animale impuro dalla sua religione, decide subito di sbarazzarsene. Il desiderio di qualcosa di meglio per lui e la sua consorte tuttavia lo fa desistere e il maiale diventa una fonte inaspettata di guadagno.

## Premi
Il film ha vinto nel 2012 il Premio César per la migliore opera prima.